# Olga Homeghi
Ioniţă Olga Bularda-Homeghi , romunska veslačica, * 1. maj 1958, Fieni.
Homeghijeva je za Romunijo nastopila na Poletnih olimpijskih igrah 1980, 1984 in 1988.
V Moskvi je veslala v romunskem dvojnem dvojcu, ki je osvojil bronasto medaljo, v Los Angelesu je bila članica četverca s krmarko, ki je osvojil zlato medaljo, v Seulu pa je bila članica dveh romunskih čolnov. V dvojcu brez krmarke je osvojila zlato, v osmercu pa srebrno medaljo.